# Mây Đồng Nai
Mây Đồng Nai (danh pháp Calamus dongnaiensis) là loài thực vật có hoa thuộc họ Arecaceae. Loài này được Pierre ex Becc. mô tả khoa học đầu tiên năm 1902.